# KBS 네트워크 기획
KBS 네트워크 기획은 KBS 1TV에서 방송하는 전국 18개 지역방송총국과 지역방송국 프로그램이다.

## 특징
각 총국에서 제작한 지역 프로그램을 방송하는 텔레비전 프로그램이다.

## 같이 보기
- KBS 네트워크 특선